# Jégkorong a 2012. évi téli ifjúsági olimpiai játékokon
A 2012. évi téli ifjúsági olimpiai játékokon a jégkorong versenyeit január 13. és 22. között rendezték Innsbruckban. Összesen 4 versenyszámban avattak ifjúsági olimpiai bajnokot.
Az egyéni ügyességi versenyeken a fiúknál 16, a lányoknál 15 versenyző vett részt. A fiúknál 1996-ban vagy később, a lányoknál 1994-ben vagy később született sportolók vehettek részt.

## Éremtáblázat
(A táblázatokban a rendező ország és Magyarország sportolói eltérő háttérszínnel, az egyes számoszlopok legmagasabb értéke, vagy értékei vastagítással kiemelve.)
| A 2012. évi téli ifjúsági olimpiai játékok éremtáblázata jégkorongban | A 2012. évi téli ifjúsági olimpiai játékok éremtáblázata jégkorongban | A 2012. évi téli ifjúsági olimpiai játékok éremtáblázata jégkorongban | A 2012. évi téli ifjúsági olimpiai játékok éremtáblázata jégkorongban | A 2012. évi téli ifjúsági olimpiai játékok éremtáblázata jégkorongban | Olimpia  |
| --------------------------------------------------------------------- | --------------------------------------------------------------------- | --------------------------------------------------------------------- | --------------------------------------------------------------------- | --------------------------------------------------------------------- | -------- |
|                                                                       | Ország                                                                | Arany                                                                 | Ezüst                                                                 | Bronz                                                                 | Összesen |
| 1.                                                                    | Finnország (FIN)                                                      | 1                                                                     | 0                                                                     | 0                                                                     | 1        |
| 1.                                                                    | Hollandia (NED)                                                       | 1                                                                     | 0                                                                     | 0                                                                     | 1        |
| 1.                                                                    | Lettország (LAT)                                                      | 1                                                                     | 0                                                                     | 0                                                                     | 1        |
| 1.                                                                    | Svédország (SWE)                                                      | 1                                                                     | 0                                                                     | 0                                                                     | 1        |
|                                                                       |                                                                       |                                                                       |                                                                       |                                                                       |          |
| 5.                                                                    | Magyarország (HUN)                                                    | 0                                                                     | 2                                                                     | 0                                                                     | 2        |
| 6.                                                                    | Ausztria (AUT)                                                        | 0                                                                     | 1                                                                     | 0                                                                     | 1        |
| 6.                                                                    | Oroszország (RUS)                                                     | 0                                                                     | 1                                                                     | 0                                                                     | 1        |
|                                                                       |                                                                       |                                                                       |                                                                       |                                                                       |          |
| 8.                                                                    | Ausztrália (AUS)                                                      | 0                                                                     | 0                                                                     | 1                                                                     | 1        |
| 8.                                                                    | Japán (JPN)                                                           | 0                                                                     | 0                                                                     | 1                                                                     | 1        |
| 8.                                                                    | Kanada (CAN)                                                          | 0                                                                     | 0                                                                     | 1                                                                     | 1        |
| 8.                                                                    | Németország (GER)                                                     | 0                                                                     | 0                                                                     | 1                                                                     | 1        |
|                                                                       |                                                                       |                                                                       |                                                                       |                                                                       |          |
| Összesen                                                              | Összesen                                                              | 4                                                                     | 4                                                                     | 4                                                                     | 12       |

## Érmesek

### Fiú
| A 2012. évi téli ifjúsági olimpiai játékok érmesei fiú jégkorongban | | | | | | |
| Versenyszám                                                         | Arany | Arany | Ezüst | Ezüst | Bronz | Bronz |
| Csapat                                                              | Finnország (FIN) · Markus Haapanen · Jaakko Hälli · Manu Honkanen · Waltteri Hopponen · Kaapo Kähkönen · Juuso Kannel · Kasperi Kapanen · Antti Kauppinen · Joel Kiviranta · Alex Levänen · Otto Nieminen · Miikka Pitkänen · Jere Rouhiainen · Eetu Sopanen · Otto Tolvanen · Joni Tuulola · Jonne Yliniemi · Szövetségi kapitány: Tomi Lamsa | Finnország (FIN) · Markus Haapanen · Jaakko Hälli · Manu Honkanen · Waltteri Hopponen · Kaapo Kähkönen · Juuso Kannel · Kasperi Kapanen · Antti Kauppinen · Joel Kiviranta · Alex Levänen · Otto Nieminen · Miikka Pitkänen · Jere Rouhiainen · Eetu Sopanen · Otto Tolvanen · Joni Tuulola · Jonne Yliniemi · Szövetségi kapitány: Tomi Lamsa | Oroszország (RUS) · Stanislaw Kondratjew · Sergei Korobow · Maxim Lasarew · Alexander Mikulowitsch · Eduard Nassybullin · Archip Nekolenko · Iwan Nikolischin · Jegor Orlow · Rostislaw Ossipow · Alexander Protapowitsch · Ilja Sinowjew · Dmitri Sergejew · Andrei Swetlakow · Jewgeni Swetschnikow · Maxim Tretjak · Daniil Wowtschenko · Jegor Zwetkow · Szövetségi kapitány: Pawel Baulin | Oroszország (RUS) · Stanislaw Kondratjew · Sergei Korobow · Maxim Lasarew · Alexander Mikulowitsch · Eduard Nassybullin · Archip Nekolenko · Iwan Nikolischin · Jegor Orlow · Rostislaw Ossipow · Alexander Protapowitsch · Ilja Sinowjew · Dmitri Sergejew · Andrei Swetlakow · Jewgeni Swetschnikow · Maxim Tretjak · Daniil Wowtschenko · Jegor Zwetkow · Szövetségi kapitány: Pawel Baulin | Kanada (CAN) · Keven Bouchard · Adam Brooks · Ryan Burton · Josh Carrick · Eric Cornel · Jarrett Crossman · Reid Duke · Reid Gardiner · Ryan Gropp · Nicolas Hébert · Joseph Hicketts · Garrett James · Brycen Martin · Brendan Nickerson · Ryan Pilon · Sam Walsh · Nathan Yetman · Szövetségi kapitány: Curtis Hunt | Kanada (CAN) · Keven Bouchard · Adam Brooks · Ryan Burton · Josh Carrick · Eric Cornel · Jarrett Crossman · Reid Duke · Reid Gardiner · Ryan Gropp · Nicolas Hébert · Joseph Hicketts · Garrett James · Brycen Martin · Brendan Nickerson · Ryan Pilon · Sam Walsh · Nathan Yetman · Szövetségi kapitány: Curtis Hunt |
| Egyéni ügyességi verseny                                            | Augusts Valdis Vasilonoks · Lettország (LAT) | 22 pont | Kovács Attila · Magyarország (HUN) | 21 pont | Seiya Furukawa · Japán (JPN) | 19 pont |

### Lány
| A 2012. évi téli ifjúsági olimpiai játékok érmesei lány jégkorongban | | | | | | |
| Versenyszám                                                          | Arany | Arany | Ezüst | Ezüst | Bronz | Bronz |
| Csapat                                                               | Svédország (SWE) · Emmy Alasalmi · Kristin Andersson · Matildah Andersson · Lina Bäcklin · Sara Besseling · Johanna Eidensten · Wilma Ekström · Maria Fuhrberg · Rebecca Höglund · Anna Johansson · Anna Kjellbin · Sabina Küller · Cajsa Lillbäck · Amanda Lindberg · Linn Peterson · Jessica Wahlström Hjorth · Malin Wong · Szövetségi kapitány: Henrik Cedergren | Svédország (SWE) · Emmy Alasalmi · Kristin Andersson · Matildah Andersson · Lina Bäcklin · Sara Besseling · Johanna Eidensten · Wilma Ekström · Maria Fuhrberg · Rebecca Höglund · Anna Johansson · Anna Kjellbin · Sabina Küller · Cajsa Lillbäck · Amanda Lindberg · Linn Peterson · Jessica Wahlström Hjorth · Malin Wong · Szövetségi kapitány: Henrik Cedergren | Ausztria (AUT) · Nicole Arnberger · Julia Frick · Tamara Grascher · Alexandra Gürtler · Victoria Hummel · Anna Katharina Iberer · Martina Kneß · Anja List · Paula Camilla Marchardt · Anna Meixner · Anna Meixner · Julia Pechmann · Paulina Polczik · Noemi Prosenz · Anna Schmid · Luisa Steiner · Julia Willenshofer · Szövetségi kapitány: Christian Yngve | Ausztria (AUT) · Nicole Arnberger · Julia Frick · Tamara Grascher · Alexandra Gürtler · Victoria Hummel · Anna Katharina Iberer · Martina Kneß · Anja List · Paula Camilla Marchardt · Anna Meixner · Anna Meixner · Julia Pechmann · Paulina Polczik · Noemi Prosenz · Anna Schmid · Luisa Steiner · Julia Willenshofer · Szövetségi kapitány: Christian Yngve | Németország (GER) · Anna-Maria Fiegert · Theresa Fritz · Lucie Geelhaar · Theresia Hoppe · Viola Hotter · Melanie Häringer · Simone Hase · Nina Korff · Meike Krimphove · Katharina Oertel · Valerie Offermann · Maylina Schrul · Saskia Selzer · Pia Szawlowski · Lena Walz · Carolin Welsch · Johanna Winter · Szövetségi kapitány: Maritta Becker | Németország (GER) · Anna-Maria Fiegert · Theresa Fritz · Lucie Geelhaar · Theresia Hoppe · Viola Hotter · Melanie Häringer · Simone Hase · Nina Korff · Meike Krimphove · Katharina Oertel · Valerie Offermann · Maylina Schrul · Saskia Selzer · Pia Szawlowski · Lena Walz · Carolin Welsch · Johanna Winter · Szövetségi kapitány: Maritta Becker |
| Egyéni ügyességi verseny                                             | Julie Zwarthoed · Hollandia (NED) | 22 pont | Gasparics Fanni · Magyarország (HUN) | 19 pont | Sharnita Crompton · Ausztrália (AUS) | 17 pont |